# Aigle Noir AC
Aigle Noir AC is een Haïtiaanse voetbalclub uit de hoofdstad Port-au-Prince. De club werd al vier keer landskampioen.

## Bekende voetballers
- Coupé Cloué, die later een bekend kompa-zanger werd

## Erelijst
Landskampioen
1953, 1955, 1970, 2006 F
Beker van Haïti
1960

## Spelers
| Nr. |                | Positie | Speler              |
| --- | -------------- | ------- | ------------------- |
| 1.  | Vlag van Haïti | DM      | Reginald Kerlegrand |
| 22. | Vlag van Haïti | DM      | Yves-Edward La Paix |
| 6.  | Vlag van Haïti | V       | Anderson Cesar      |
| 3.  | Vlag van Haïti | V       | Jean Judain Delsa   |
| 5.  | Vlag van Haïti | V       | Dorleus Gerzino     |
| 4.  | Vlag van Haïti | V       | Paulin Jean         |
| 3.  | Vlag van Haïti | V       | Bernard Weeklenky   |
| 5.  | Vlag van Haïti | M       | Wedson Anselme      |
|     | Vlag van Haïti | M       | Eddy Bonhomme       |

| Nr. |                | Positie | Speler                 |
| --- | -------------- | ------- | ---------------------- |
| 18. | Vlag van Haïti | M       | Fernando Duclair       |
| 19. | Vlag van Haïti | M       | Prophète Evens         |
|     | Vlag van Haïti | M       | Roger Guilhean         |
| 18. | Vlag van Haïti | M       | Philippe Guillano      |
| 9.  | Vlag van Haïti | M       | Rood Kelly Jean        |
| 22. | Vlag van Haïti | M       | Peterson Joseph        |
| 8.  | Vlag van Haïti | A       | Jean-Sony Alcénat      |
| 7.  | Vlag van Haïti | A       | Brunel Fucien          |
| 11. | Vlag van Haïti | A       | Fritzson Jean-Baptiste |